# اولاد عیسی، ادرار
اولاد عیسی، ادرار (به عربی: أولاد عیسی) یک شهرداری در الجزایر است که در ناحیه شروین واقع شده‌است. اولاد عیسی ۴٬۰۳۰ کیلومتر مربع مساحت و ۷٬۰۳۴ نفر جمعیت دارد و ۳۵۶ متر بالاتر از سطح دریا واقع شده‌است.